# Electro-industrial
Electro-industrial – gatunek muzyczny wywodzący się z nurtów EBM i post-industrial.
Rozwijał się w późnych latach 80. i w pierwszej połowie lat 90. Zważywszy, że EBM jest bezpośredni w strukturze oraz posiada czystą produkcję, electro-industrial stał się znany ze względu na głębokie, brudne i bardziej złożone brzmienie. Można je usłyszeć na wielu płytach tego gatunku, takich jak Tactical Neural Implant od Front Line Assembly, Bunker Gate Seven projektu :wumpscut: oraz „Too Dark Park” od Skinny Puppy. W przeciwieństwie do rocka industrialnego, electro-industrialne grupy używają niemal wyłącznie instrumentarium elektronicznego, choć gitary mogą się pojawić ale raczej w roli ozdobnika. Gatunek ten nie jest powiązany z nurtem electro-funk. 

## Wczesny rozwój (1990–1995)
Po ruchu EBM gasnącym na początku lat 90. i rozkwicie kultury rave’u, electro-industrial wzrastająco osiągnął popularność w międzynarodowych klubach scenicznych. Podwaliny pod styl dała wytwórnia Zoth Ommog założona przez słynnego DJ-a trance'owego Tallę 2XLC. Duży wpływ na brzmienie gatunku wywarł Front Line Assembly, który czerpiąc garściami z cyberpunka nadał muzyce brudne, futurystyczne i mroczne brzmienie. W podobną stronę poszedł Wumpscut, dodając do swojej muzyki elementy power noise, lecz eksponując przy tym atmosferę horroru przejętą od Leaether Strip.
W kontraście do prostego stylu EBM, zespoły electro-industrialne używały fabrycznych bitów, bardziej płynnych warstw basowych, stonowanego hałasu, elementów krautrocka i drum and bassu oraz chrapliwych, zniekształconych, lub ucyfrowionych wokali. Dodatkowo na muzykę wpływała ta z rave'u, w tym breakbeat hardcore, new beat oraz rozwijający się ruch anty-rave’owy jak ambient techno i IDM (Aphex Twin, Autechre, Biosphere).
Około 1992 roku z electro-industrialu wyodrębniło się dark electro zazębione z niemieckim nurtem gotyckim Neue Deutsche Todeskunst oraz raczkującym ruchem power noise. Obydwa style tak bardzo często przeplatały się ze sobą, że całkowite ich odróżnienie jest niemożliwe. Dark electro było jednak bardziej znane społeczności gotyckiej i częściowo skierowane do nich.

## Późny rozwój (1995–1999)
W połowie lat 90. część zespołów electro-industrialnych zaczęła zapożyczać elementy trance i hardcore, w tym słynny kwasowy dźwięk syntezatora Roland TB-303, tworząc podwaliny pod wczesny aggrotech i futurepop. Pionierem w tym stylu był Velvet Acid Christ i Funker Vogt. Ponadto pojawiły się takie zespoły jak Apoptygma Berzerk kładące nacisk na bardziej taneczny i popowy charakter muzyki. Electro-industrial wszedł w fazę bardziej eksperymentalną, żonglując różnymi brzmieniami (Gridlock, Individual Totem, Haujobb). Odbiór tych eksperymentów był mieszany: część pochwalała świeże i nowatorskie wówczas rozwiązania, zaś inni obawiali się komercjalizacji i przesunięcia muzyki w stronę klubowych brzmień.
Po 2000 roku electro-industrial niemalże wymarł, zdominowany przez nowo powstały aggrotech i futurepop, które znacznie lepiej prezentowały się na parkiecie. Od 2010 obserwuje się małe odrodzenie gatunku zbieżne z rozwojem ruchu oldschool EBM, głównie w Niemczech. 
Obecnie odbiorcami electro są głównie fani EBM, futurepopu, industrial techno i bardziej elektronicznych odmian muzyki gotyckiej oraz różnych styli post-industrialnych. Dawne subkultury charakterystyczne dla tej muzyki to rivetowcy/cyberpunki w Ameryce oraz electrowcy/EBM-owcy/wcześni cybergoci w Europie.

## Przedstawiciele
- Abortive Gasp
- Android Lust
- Controlled Fusion
- Decoded Feedback (wczesne lata)
- Die Form
- Dismantled
- Forma Tadre
- Front Line Assembly
- Haujobb
- Hocico (wczesne lata)
- In Strict Confidence
- Individual Totem
- Lassigue Bendthaus
- Leæther Strip
- Mentallo and the Fixer
- Numb
- Plastic Noise Experience
- Skinny Puppy
- Velvet Acid Christ
- Wumpscut
- X-Marks the Pedwalk
- Pulse Legion